# Fodina sumatrensis
Fodina sumatrensis là một loài bướm đêm trong họ Noctuidae.